# Steinbach (Main, Wurtzbourg)
Pour les articles homonymes, voir Steinbach.
Le Steinbach est une rivière de Basse-Franconie, affluent du Main.

## Géographie
Le Steinbach est une étendue d'eau dans le triangle du Main, entre le plateau de Marktheidenfeld au sud-ouest, la région naturelle d'Ochsenfurt et la vallée de Wipfeld. Il prend sa source au sud de Höchberg.
Il coule sur 800 m dans la forêt de Guttenberg et arrive alors dans la ville de Wurtzbourg, constituant la délimitation du quartier de Steinbachtal.
Au sud du Roßberg et d'une ancienne briqueterie, devenue la maison de la congrégation des sœurs de la Rédemption, se jette la Göckersgraben, qui représente près de la moitié de la superficie totale du bassin versant. Après 400 m, le Steinbach est alimenté par le Guggelesgraben.
Il se jette dans le Main, au cœur de la ville, entre les quartiers de Steinbachtal et Sanderau, le Sebastian-Kneipp-Steg passe au-dessus de l'embouchure.